# 上赖登巴赫
上赖登巴赫是德国莱茵兰-普法尔茨州的一个市镇。总面积10.93平方公里，总人口601人，其中男性285人，女性316人（2011年12月31日），人口密度55人/平方公里。